# Palmeira
Palmeira este un oraș în Santa Catarina (SC), Brazilia.